# Bitva u Kynoskefal
Bitva u Kynoskefal byla svedena během druhé makedonské války v roce 197 př. n. l. mezi Římany vedenými Titem Quinctiem Flamininem a vojskem makedonského krále z dynastie Antigonovců, Filipa V.

## Před bitvou
Flamininus společně se svými spojenci z aitólského spolku pochodoval z Théb směrem k městu Fery, přičemž se snažil navázat kontakt s Filipem, který tehdy pobýval ve městě Lárísa. Flamininus velel vojsku čítajícímu zhruba 33 000 mužů, mezi nimiž byli rovněž Aitólové, lehká pěchota z Athamanie, žoldnéřští krétští lučištníci a sloni a jízda od numidského krále Massinissy. Filip disponoval 16 000 vojáky makedonské těžké pěchoty, dále 2000 peltasty, 5500 lehkooděnci z Ilýrie, Thrákie a Kréty a 2000 jezdci. Podléhalo mu tedy vojsko o celkové síle 25 500 mužů. Obě armády se setkaly nedaleko Fer. V drobné potyčce na pahorcích v okolí města byla Filipova jízda poražena, načež se obě strany vydaly vstříc k městu Skotúsa, kde si hodlaly opatřit potraviny. Kvůli zdejšímu kopcovitému terénu však armády ztratily přehled o pohybu svých nepřátel.
Během přesunu se navíc spustil prudký déšť, takže druhý den ráno zahalila kopce a pole oddělující oba tábory hustá mlha. I přes tuto nepříjemnost pokračoval Filip v postupu. Jeho zcela dezorientovaní vojáci nakonec dorazili na kopce nazývané Kynos Kefales (řecky „Psí Hlavy“). V témže okamžiku vyslal Flamininus menší oddíl jízdy na průzkum k zjištění polohy nepřítele. Jezdci však neočekávaně pronikli do makedonského tábora, přičemž jim královi vojáci přivodili silné ztráty. Na následnou žádost o pomoc zareagoval Flamininus odesláním dalších 500 jezdců a 2000 pěšáků, kterými chtěl Makedonce vyhnat z kopce. Když Římané začali mít v šarvátce navrch, vyslal posily rovněž Filip. Velitel Filipových žoldnéřů jménem Athénagoras vytlačil Římany z kopce a podal Filipovi hlášení, že nepřítel ve zmatku uprchl. Král se i přesto jen velice neochotně rozhodl využít svého výhodnějšího postavení ke svedení bitvy. Zatímco však střed a pravé křídlo králova vojska už na kopcích zaujalo formaci, jeho levé křídlo teprve postupovalo nahoru.

## Průběh bitvy
Flamininus zatím pod kopcem rozestavil své muže. Pravé křídlo se slony vpředu ponechal v záloze a v čele levého křídla zaútočil na Filipa. Přitom se spojil s posilami, které vyslal krátce předtím, a postoupil proti falanze tvořící Filipovo pravé křídlo. Poté, co Makedonci odrazili legionáře a donutili je k ústupu na nerovnější terén, který jim ztěžoval manipulaci s jejich dlouhými kopími, přikázal Filip svým pezhetairoi odhodit kopí a bojovat meči. Zároveň zkrátil linii svého vojska tak, že bylo nyní dvakrát hlubší a na pravý kraj vyslal jízdu a lehkooděnce. Filipovo pravé křídlo stálo nyní výš než proti němu bojující Římané a tudíž nad nimi začalo pomalu získávat převahu. Jeho levé křídlo však dosud nedorazilo na bojiště. Flamininus si byl vědom, že musí zvrátit nepříznivý vývoj dříve, než bude jeho levá strana obrácena útočícími Makedonci na útěk. Proto převzal osobní velení nad pravým křídlem a kvapně s ním postupoval proti nepříteli, přičemž doufal, že tím upoutá pozornost Filipových hlavních sil a ulehčí svému zle tísněnému levému křídlu. Se slony v čele spěchali Římané do kopců, kde narazili na makedonské levé křídlo, které právě dosáhlo vrcholu a dosud se nezformovalo. Třebaže Římané zde Makedonce zatlačili zpět, hlavní zápas na levém křídle se vyvíjel stále v jejich neprospěch.
V tuto chvíli se však jeden z římských tribunů chopil velení jednotky asi dvaceti manipulů (zhruba 3000 mužů) a vpadl s nimi do týlu středu makedonské linie. Třebaže Makedonci byli v této chvíli už bez svých dlouhých kopí, setrvávali nadále ve falangové formaci, což jim znemožňovalo reagovat na změnu situace podobně pružně jako římské manipuly. Makedonské bitevní uspořádání, ohrožované v tomto okamžiku oběma křídly římského vojska, se vzápětí rychle rozpadlo. Mnoho Makedonců bylo zabito nebo uteklo a spousta upadla do zajetí. Po krátkém pronásledování poraženého nepřítele dovolil Flamininus Filipovi uniknout. Polybios i Livius se shodují, že počet zabitých Makedonců činil 8000. Flamininus získal rovněž 5000 zajatců, zatímco Římané prý v bitvě ztratili pouze asi 700 vojáků.

## Důsledky bitvy
Podstatou římského vítězství u Kynoskefal byl triumf buňkového systému římské legie nad pevnou, ale těžkopádnou makedonskou falangou. Ta byla nepřekonatelnou silou, pokud se střetla se svým nepřítelem čelně, což je ostatně zřetelně patrné ze skutečnosti, že Římané neměli zpočátku nejmenší šanci zastavit postup Filipovy těžké pěchoty. Jakmile se makedonský val štítů a téměř šest metrů dlouhých kopí vydal z výšin dolů, existovalo jen velmi málo možností, jak se mu účinně postavit na odpor. Makedonský vojenský systém však nebyl tak pružný jako římský. Tento fakt naprosto perfektně dokresluje rozhodující moment bitvy: římský důstojník vyčlenil z hlavní formace malou jednotku, která pronikla do makedonského týlu, na což Makedonci nebyli schopni adekvátně zareagovat. Společně s pozdější bitvou u Pydny tak Kynoskefaly jasně prokázaly, že makedonská falanga, kdysi nejefektivnější vojenská jednotka starověkého světa, byla v této době už zastaralá.
Makedonská porážka znamenala zásadní zlom starověkých dějin, neboť dědicové nepřemožitelného Alexandra Velikého podlehli nově vycházející mocnosti Středomoří – Římu. Makedonie již nepředstavovala hrozbu řeckým obcím a Filip V. byl přinucen požádat o mír. Třebaže následná mírová smlouva zachovala Filipovo království jako nárazníkový stát mezi Řeckem a barbary na severu prakticky nezmenšené, musel král zaplatit Římanům 1000 talentů válečných kontribucí a rovněž rozpustit svoje námořnictvo a většinu vojska. V roce 196 př. n. l. prohlásil Flamininus na isthmických hrách řecké obce za osvobozené od makedonské dominance, ve skutečnosti však Římané ustanovili sami sebe protektory Řecka.